# 지공회
지공회(일본어: 志公会 しこうかい[*] 시코카이[*])는 일본 자유민주당의 파벌이다. 회장인 아소 다로의 이름에서 유래해 아소파(麻生派)라고도 한다.

## 역사

### 대용회
대용회(大勇会)는 1992년 미야자와 내각 (개조)에 고노 요헤이가 일본의 내각관방장관으로 입각했을 때 만든 파벌횡단적 정책집단이었다. 고노는 미야자와 기이치가 총재직에서 물러난 후인 1993년 자유민주당 총재가 되었는데 1995년 일본 자유민주당 총재 선거에 출마해 재선을 노렸다. 하지만 같은 파벌인 굉지회의 가토 고이치는 고노가 아니라 헤이세이 연구회의 하시모토 류타로를 지지했다. 하시모토는 총재 선거에서 승리한 뒤 가토를 자유민주당 간사장으로 기용했고 고노와 가토는 사이가 멀어지게 되었다.
이후 미야자와의 후임으로 가토가 사실상 굉지회의 회장으로 낙점되자 고노는 여기에 반발했고 가토가 회장이 되는 데 반발하던 의원 15명과 함께 1998년 12월 굉지회를 이탈했다. 1999년 1월 18일 구지라오카 효스케를 최고고문으로 영입해 정식으로 대용회(고노 그룹)를 창설했다.
가토에 반대하는 의원들이 모여서 만든 파벌이었기에 이념·정책이 통일돼 있지 않다는 점이 특색이었다. 다만 친중파이면서 비둘기파인 고노에 비해 아소를 비롯한 대부분의 의원들은 친대만파이면서 매파에 속했다. 훗날 에토 세이시로가 전직 중화민국의 총통 리덩후이를 일본에 초청하려고 했을 때 고노가 끈질기게 반대한 일도 있었다.
2000년 가토의 난이 일어났을 때 대용회는 당연하게도 내각불신임안에 반대표를 던졌다. 2003년 11월 고노가 일본 중의원 의장에 취임하며 일시적으로 자민당을 탈당하자 좌장으로 있던 아이자와 히데유키가 파벌 회장 역할을 수행했다.
2006년 5월 고노 요헤이의 아들 고노 다로가 2006년 일본 자유민주당 총재 선거에 출마코자 했다. 하지만 대용회는 아소의 출마를 전제로 움직이고 있었기에 고노의 뜻은 이루어지지 못했다. 결과적으로 아소도 낙선했지만 겨우 12명밖에 안되는 약소 파벌의 후보가 136표나 얻었기에 차기 총재로 유력시되는 지위를 굳힐 수 있었다. 이 결과를 지켜본 고노 요헤이는 그해에 파벌 회장직을 아소에게 넘겨줬다.

### 위공회
아소는 2006년 12월 15일 대용회를 계승한 새 파벌의 창립을 결정했고 그 결과 위공회(為公会)가 만들어졌다. 위공회는 중의원 의장으로 재직중이던 고노 요헤이를 제외한 대용회 소속 의원 11명 전원과 무파벌로 있던 고노이케 요시타다·야마구치 슌이치·아카마 지로·스즈키 게이스케가 참여했다. 파벌의 이름은 중국의 고전 《예기》에 나오는 구절인 천하위공(天下爲公; 천하는 한 집의 사사로운 소유물이 아니라는 뜻)에서 유래했다.
아소는 2007년 일본 자유민주당 총재 선거에 다시 출마했지만 또 낙선을 경험했다. 아소를 견제하는 분위기가 역력한 와중에 이른바 아소 포위망이 형성되면서 자민당 내 대부분의 파벌들이 후쿠다 야스오를 지지했기 때문이었다. 하지만 후쿠다가 압승하는 것을 경계한 의원들의 지지를 얻어 아소는 197표를 얻어 여전히 차기 총재로서의 지위를 유지할 수 있었다. 이후 후쿠다는 내각과 당직 인사에서 아소파를 철저히 배제했다.
전술했듯 위공회는 굉지회에서 갈라져 나온 파벌이었는데 이후 굉지회는 또 분열하여 신재정연구회(고가파)와 유린회(다니가키파)로 나뉘어져 있었다. 이 무렵 분열된 굉지회를 통합해야 한다는 얘기가 나오고 있었는데 2007년 총재 선거 때 고가파와 다니가키파가 아소 포위망에 동참하면서 다시 대립하게 되었다. 결국 2008년 5월 고가파와 다니가키파만이 통합하는 것으로 마무리됐다.
후쿠다가 총리대신이 된 이후 지지율이 계속해서 떨어지자 비주류파였던 아소의 상대적 영향력이 강해졌다. 아소의 인기를 이용하기 위해 후쿠다는 아소를 간사장에 기용하고 아소파인 스즈키 쓰네오를 문부과학상에 임명했다. 하지만 여론의 비판에 직면한 후쿠다는 총재직을 내려놓았고 이후 진행된 총재 선거에서 아소가 무난히 승리했다. 아소는 총재 파벌의 수장이 되자 세력 확장에 나섰다. 그러나 높은 지지율을 기록하는 임기 초반에 중의원을 해산하고자 했으나 경제 위기에 대응하기 위해 해산 시기를 늦췄고 사실상의 임기 만료 선거였던 2009년 9월의 제45회 일본 중의원 의원 총선거에서 자민당은 역사상 전례가 없는 참패를 당했다.
아소는 선거 패배에 대한 책임을 지기 위해 1년 만에 총재직을 내놓았다. 후임 총재로는 고노 다로를 옹립했지만 자민당 내 최대 파벌이 된 굉지회의 다니가키 사다카즈에게 패배했다. 하지만 3년 뒤 총재 선거에서 다니가키가 같은 파벌의 가토 고이치의 견제로 재선에 실패하고 아소가 지지한 아베 신조가 당선되면서 아소도 당내 영향력을 재건하는 데 성공했다.
자민당 총재 선거 이후 3개월 뒤에 진행된 제46회 일본 중의원 의원 총선거에서 아소파는 신인 의원을 적극적으로 공천하여 영향력을 더욱 증대했다. 제2차 아베 신조 내각이 발족하자 아소는 부총리 겸 재무대신 겸 금융담당대신으로 입각했다. 2014년 9월 발족한 제2차 아베 신조 내각 (개조) 때는 야마구치가, 2015년 10월 발족한 제3차 아베 신조 내각 (제1차 개조) 때는 고노가, 2016년 8월 발족한 제3차 아베 신조 내각 (제2차 개조) 때는 마쓰모토 준이 입각했다.

### 지공회
위공회는 2012년 봄부터 반초 정책연구소와의 통합을 논의하고 있었는데 2015년부터 협의가 본격화돼 2017년 5월 15일 반초 정책연구소의 위공회 합류가 결정됐다. 사토 쓰토무 등 유린회 출신 의원들도 일부가 위공회에 가담하면서 7월 3일 파벌 이름을 지공회(志公会)로 바꾸었다. 발족 당시 소속 의원의 수는 59명이었다. 파벌의 명칭은 뜻(志)을 높게 가지고 공(公)을 마음에 담는다는 뜻에서 따왔다.
9월 13일 소속 참의원 의원 15명이 파벌 내 그룹인 상공회를 결성하고 산토 아키코가 회장에 취임했다. 참의원 자민당은 세이와 정책연구회, 헤이세이 연구회, 굉지회 등 세 파벌이 인사 등을 좌지우지하고 있었는데 상공회 결성을 통해 참의원에서 아소파의 영향력을 넓히고자 한 것이었다.
2019년 4월 후쿠오카현지사 선거 때 아소는 3선에 도전하는 현역 오가와 히로시를 배제하고 후생노동성 관료 출신인 다케우치 가즈히사를 옹립하고자 했다. 하지만 이는 현지사 선거에서 자민당의 분열만 초래하고 아소가 지지한 다케우치도 낙선했다. 기타가와 도모카쓰의 사망을 계기로 진행된 보궐선거 때도 아소가 지지한 후보가 낙선했다.
하지만 7월 진행된 제25회 일본 참의원 의원 통산선거에서 아소파는 현역 8명 중에서 7명이 당선하여 4명만 당선된 기시다파와 소속 참의원 의원 수가 같아졌다. 그 결과 참의원에서 지공회의 영향력은 더욱 증가하여 아소파 회장 대행인 산토가 일본 참의원 의장에 취임했다. 참의원에서 청화회 이외의 파벌에서 의장을 배출한 건 오기 지카게 이후 처음이었고 이로써 중참 양원 의장을 모두 아소파가 차지하게 되었다.
2020년 일본 자유민주당 총재 선거 때는 스가 요시히데를 지지했고 스가는 무난히 당선됐다. 스가가 1년 만에 물러나고 2021년 일본 자유민주당 총재 선거를 치르게 되자 고노 다로가 아소의 동의를 얻어 출마를 표명했다. 하지만 정작 아소는 아마리 아카리 등과 함께 기시다 후미오를 지지했고 결국 고노가 패배했다.

## 역대 회장

### 대용회
| 대수 | 이름              | 파벌 호칭 | 임기                              |
| ---- | ----------------- | --------- | --------------------------------- |
| 초대 | 고노 요헤이       | 고노 그룹 | 1999년 1월 18일~2003년 11월 19일  |
| -    | 아이자와 히데유키 | 고노 그룹 | 2003년 11월 19일~2006년 12월 15일 |

### 위공회
| 대수 | 이름      | 파벌 호칭 | 임기                            |
| ---- | --------- | --------- | ------------------------------- |
| 초대 | 아소 다로 | 아소파    | 2006년 12월 15일~2017년 7월 3일 |

### 지공회
| 대수 | 이름      | 파벌 호칭 | 임기            |
| ---- | --------- | --------- | --------------- |
| 초대 | 아소 다로 | 아소파    | 2017년 7월 3일~ |

## 같이 보기
- 자유민주당의 파벌
- 굉지회
- 신재정연구회
- 유린회